# Maîtresse-en-titre

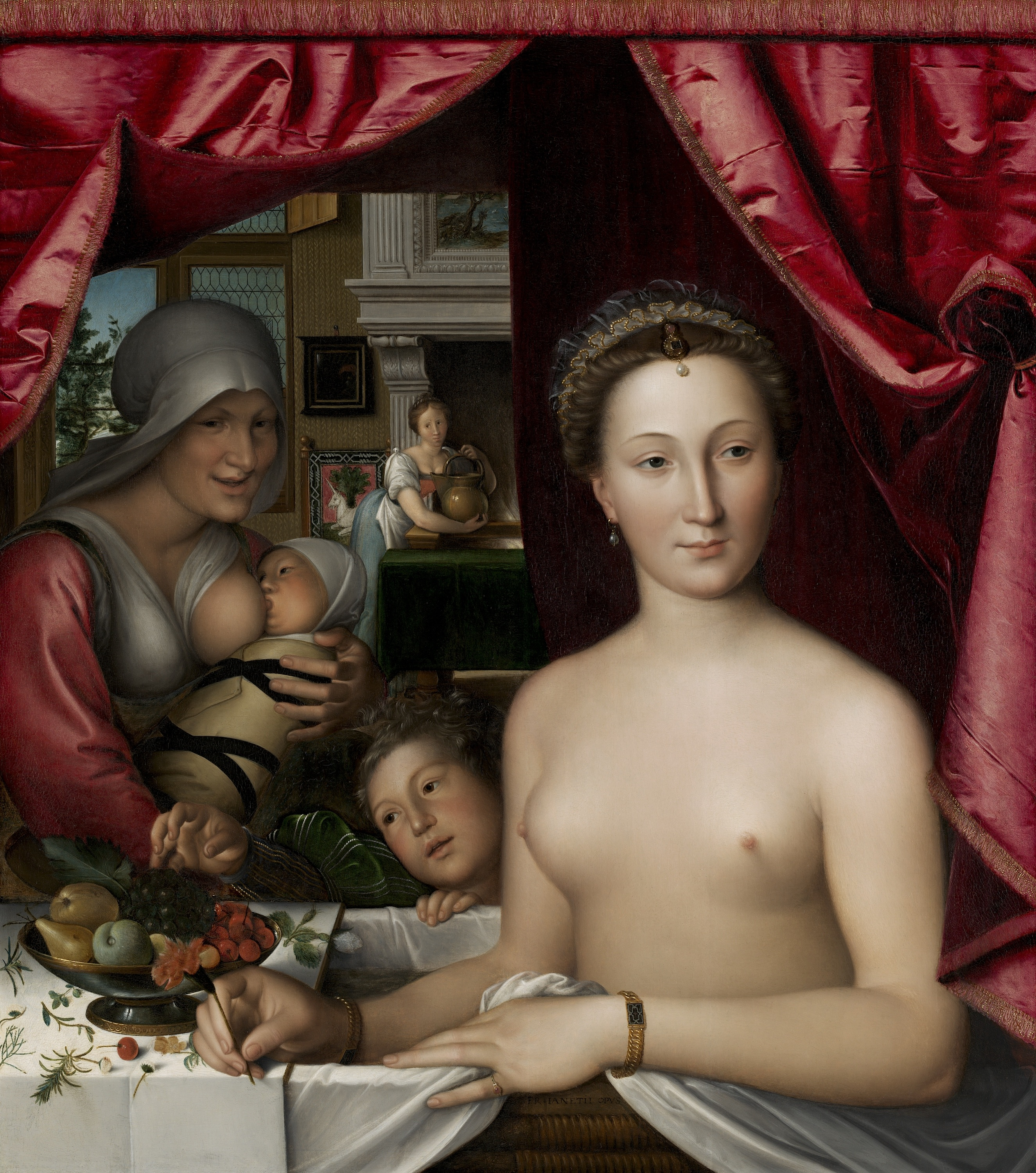
Diana di Poitiers

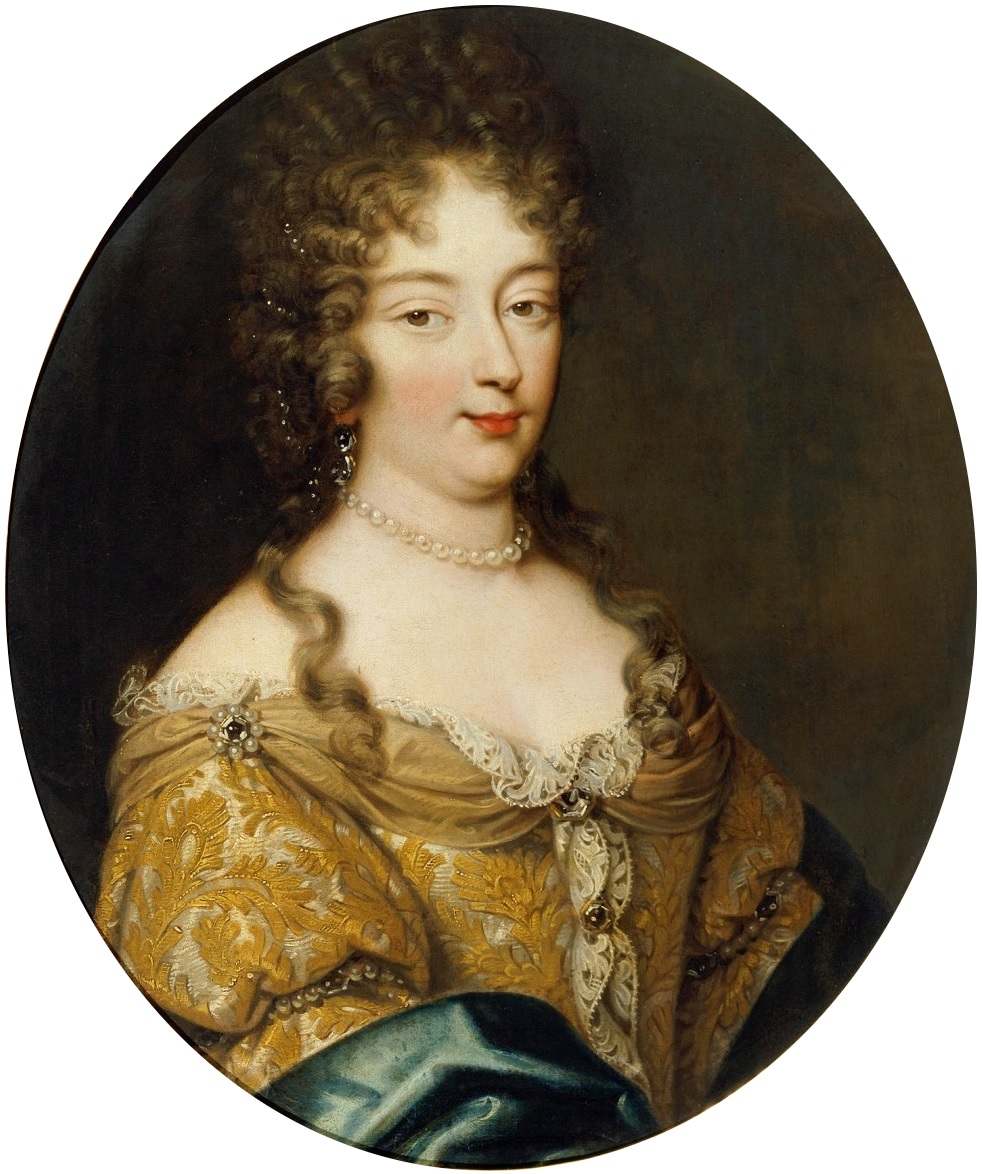
Olimpia Mancini

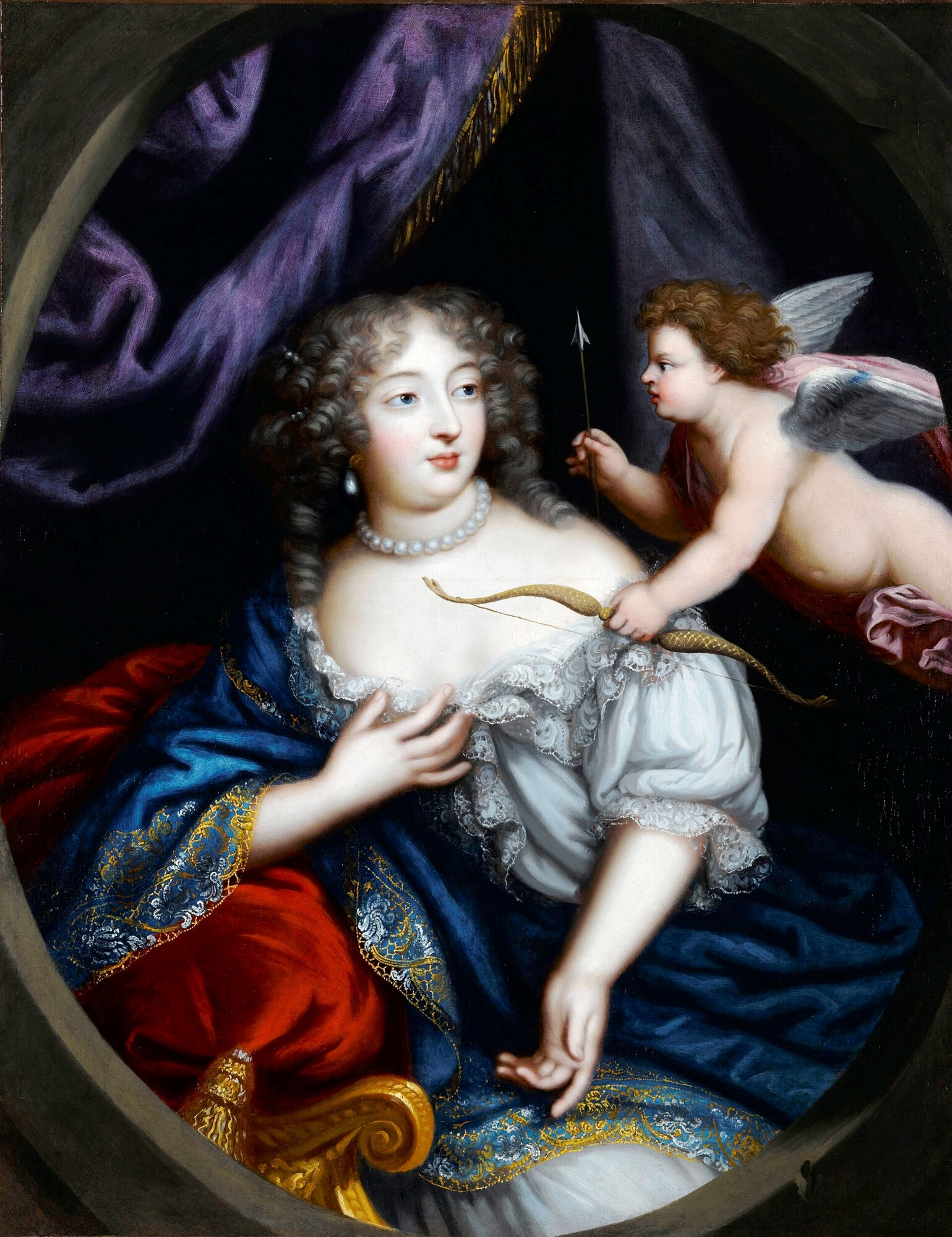
Françoise-Athénaïs, Marchesa di Montespan

Madame de Pompadour

Madame du Barry

La maîtresse-en-titre era la favorita del re di Francia. Il titolo è entrato in uso ufficialmente durante il regno di Enrico IV di Francia ed è durato fino alla fine del regno di Luigi XV.
Questa pagina contiene la lista delle più famose amanti reali francesi.
Carlo V di Francia
- Biette de Casinel (ca 1340 - ca 1380)

Carlo VI di Francia
- Odette de Champdivers (ca 1384 - 1424)

Carlo VII di Francia
- Agnès Sorel, figlia di Jean Sorel (signore di Coudun) e di Caterina di Maignelais (castellana di Verneuil-en-Bourbonnais) (ca 1422 - 1450)
- Antoinette de Maignelais (ca 1430 - ca 1461)

Luigi XI di Francia
- Phélisé Regnard
- Marguerite de Sassenage (ca 1449 - 1471)

Francesco I di Francia
- Françoise de Foix, figlia di Jean de Foix (visconte di Lautrec). Contessa consorte di Châteaubriant (1495 - 1537)
- Anne de Pisseleu d'Heilly, contessa consorte di Penthievre e duchessa consorte d'Étampes e Chevreuse (1508 - 1580)

Enrico II di Francia
- Diana di Poitiers, figlia di Giovanni di Poitiers (signore di Saint Vallier). Signora consorte di Anet, contessa consorte di Maulevrier e viscontessa consorte di Bec-Crespin. Contessa di Saint-Vallier, duchessa d'Étampes e duchessa di Valentinois (1499 - 1566)
- Janet Stewart, figlia di Giacomo IV di Scozia (re di Scozia) e di Isabel Stewart (figlia di James Stewart, conte di Buchan) (ca 1508 - ca 1553)
- Filippa Duci, dama di Couy e dama di Bléré (ca 1520 - 1586)
- Nicole de Savigny, figlia di Guillaume de Savigny (signore di Sailly). Baronessa consorte di Saint-Rémy e signora consorte di Fontette (1535 - 1590)

Carlo IX di Francia
- Marie Touchet (ca 1553 - 1638)

Enrico III di Francia
- Louise de La Béraudière du Rouhet
- Renée de Rieux de Châteauneuf
- Veronica Franco (1546 - 1591)
- Marie van Kleef, contessa di Beaufort (1553 - 1574)

Enrico IV di Francia
- Diane d'Andoins, contessa consorte di Guiche (1554 - 1621)
- Françoise de Montmorency, figlia di Pierre de Montmorency (barone di Fosseux e marchese di Thury) (1562 - ?)
- Esther Imbert (1570 - ca. 1593)
- Antoinette de Pons (1570 - 1632)
- Gabrielle d'Estrées, figlia di Antoine d'Estrées (marchese di Ceuvres e visconte di Soissons e di Bercy). Marchesa consorte di Liancourt. Duchessa di Beaufort e Verneuil e marchesa di Monceaux (ca 1571 - 1599)
- Catherine Henriette de Balzac d'Entragues, marchesa di Verneuil (1579 - 1633)
- Jacqueline de Bueil, contessa consorte di Cesy e marchesa consorte di Vardes. Contessa di Moret (ca 1580 - 1651)
- Charlotte des Essarts, signora consorte di Hallier. Contessa di Romorantin e duchessa di Vitry (ca 1580 - 1651)
- Carlotta Margherita di Montmorency, figlia di Enrico I di Montmorency (duca di Montmorency, pari di Francia, maresciallo di Francia, connestabile di Francia, conte di Dammartin, conte d'Alais, barone di Châteaubriant, signore di Chantilly, signore d'Écouen e signore di Damville). Principessa consorte di Condé, duchessa consorte d'Albret, duchessa consorte d'Enghien, duchessa consorte di Bellegarde e pari consorte di Francia. Duchessa di Montmorency (1594 - 1650)

Luigi XIII di Francia
- Marie de Hautefort (1616 - 1691)
- Louise de La Fayette, figlia di Jean de La Fayette (conte di La Fayette) (1618 - 1665)

Luigi XIV di Francia
- Catherine Bellier, baronessa de Beauvais
- Olimpia Mancini, contessa consorte di Soissons (1638 — 1708)
- Lucie de la Motte-Argencourt
- Mademoiselle de Marivault
- Maria Mancini, principessa consorte di Paliano, principessa consorte di Castiglione, duchessa consorte di Marino, duchessa consorte di Miraglia, duchessa consorte di Tagliacozzo, duchessa consorte di Tursi, marchesa consorte di Cave, marchesa consorte di Giuliana, marchesa consorte di Patrica, contessa consorte di Ceccano, contessa consorte di Chiusa, baronessa consorte di Santa Caterina e signora consorte di Marino (1639 - 1715)
- Ortensia Mancini, duchessa consorte di La Meilleraye (1646 – 1699)
- Enrichetta d'Inghilterra, figlia di Carlo I d'Inghilterra (re d'Inghilterra, di Scozia e d'Irlanda). Duchessa consorte d'Orléans (1644 - 1670), sua cognata
- Louise Françoise de la Baume le Blanc de la Vallière duchessa di la Vallière e duchessa di Vaujours (1644 - 1710)
- Françoise-Athénaïs de Rochechouart de Mortemart, figlia di Gabriel de Rochechouart (duca di Mortemart). Marchesa consorte di Montespan (1640 - 1707)
- Anne de Rohan-Chabot, figlia di Henri Chabot (duca consorte di Rohan). Signora consorte di Frontenay, signora consorte di Ponghes e pari consorte di Francia. Principessa di Soubise (1641 - 1709)
- Françoise d'Aubigné, figlia di Constant d'Aubigné (signore di Landes-Guinemer e barone di Surimeau). Marchesa di Maintenon (1635 - 1719)
- Claude de Vin des Œillets (ca 1637 - 1687)
- Madame de Ludres (1687 - 1722)
- Marie Angélique de Scoraille de Roussille, figlia di Jean Rigal Scorraille (signore di Fontanges). Duchessa di Fontanges (1661 - 1681)
- Charlotte-Eléonore Madeleine de la Motte Houdancourt, figlia di Philippe de La Mothe Houdancourt (duca di Cardona) e di Louise de Prie (marchesa di Toucy e duchessa di La Motte Houdancourt). Duchessa consorte di Ventadour (1654–1744)
- Mme S. de Spaner (1672 - 1709)
- Mme L. de Spaner (1689 - 1799)

Luigi XV di Francia
- Louise Julie de Mailly, figlia di Louis III de Mailly-Nesle (marchese de Nesle e de Mailly e principe d'Orange). Contessa consorte di Mailly (1710 - 1751)
- Pauline Félicité de Mailly, figlia di Louis III de Mailly-Nesle (marchese de Nesle e de Mailly e principe d'Orange). Contessa consorte di Vintimille e marchesa consorte di Luc (1712 - 1741)
- Diane Adélaïde de Mailly, figlia di Louis III de Mailly-Nesle (marchese de Nesle e de Mailly e principe d'Orange). Duchessa de Lauraguais (1713 - 1760)
- Marie Anne de Mailly, marchesa de La Tournelle, duchessa de Châteauroux (1717 – 1744)
- Jeanne-Antoinette Poisson, marchesa di Pompadour (1721 - 1764)
- Marie-Jeanne Bécu, contessa consorte du Barry e Roquelaure e signora consorte di Reynerie (1743 - 1793)
- Marie-Louise O'Murphy, contessa consorte di Ayat e contessa consorte di Flaghac (1737 - 1815), non è mai stata una vera e propria Maîtresse-en-titre
- Françoise de Châlus, duchessa de Narbonne-Lara (1734 - 1821)
- Marguerite Catherine Haynault, marchesa de Montmélas (1736 - 1823)
- Lucie Madeleine d'Estaing (1743 - 1826)
- Anne Couffier de Romans, baronessa de Meilly-Coulonge (1737 - 1808)
- Louise Jeanne Tiercelin de La Colleterie (1746 - 1779), conosciuta come Madame de Bonneval
- Irène du Buisson de Longpré (? - 1767)
- Catherine Éléonore Bénard (1740 - 1769)
- Marie Thérèse Françoise Boisselet (1731 - 1800)

Luigi XVIII di Francia
- Zoé Talon, contessa consorte di Cayla